# تخمیر پیش‌روده
تخمیر پیش‌رده (به انگلیسی: Foregut fermentation)، نوعی هضم است که در بخش جلویی دستگاه گوارش برخی از جانوران رخ می‌دهد. به طور مستقل در چندین گروه از پستانداران و همچنین در پرنده هواتزین تکامل یافته‌است.
تخمیر پیش‌روده توسط نشخوارکنندگان و شبه نشخواران، برخی جوندگان و برخی کیسه‌داران انجام می‌شود. همچنین در میمون‌های شست‌بریدگان و در تنبل‌ها تکامل یافته‌است.

## جستارهای بیشتر
- تخمیر پیش‌روده در نشخوارکنندگان
- تخمیر پس‌روده